# Adolpho Hürlimann
Adolpho Hürlimann (Suíça, 1848 - ?) foi um empresário suíço que veio para o Brasil, chegando a exercer funções de delegado de polícia, vice-cônsul dos Países Baixos e de deputado provincial.
Chegou em Santa Catarina, em São Francisco do Sul, em 7 de outubro de 1878. Foi nomeado delegado de polícia de Joinville em 10 de dezembro de 1880, sendo exonerado do cargo em 5 de maio de 1881 por passar a residir em Paranaguá. Foi nomeado em 1883 vice-cônsul dos países baixos na cidade de Paranaguá, com jurisdição em toda província. Foi deputado provincial do Paraná no biênio 1886-1887 pelo Partido Conservador.